# Brownsdale
Brownsdale è una città degli Stati Uniti d'America, situata in Minnesota, nella contea di Mower.

## La storia
Brownsdale fu fondata nel 1856 e prese il nome da Andrew D. Brown, un uomo d'affari dell'industria del legname. Un ufficio postale è in funzione a Brownsdale dal 1857. Brownsdale fu incorporata nel 1876.